# Pezoloma ciliifera
Pezoloma ciliifera är en svampart som först beskrevs av Petter Adolf Karsten, och fick sitt nu gällande namn av Korf 1971. Enligt Catalogue of Life ingår Pezoloma ciliifera i släktet Pezoloma,  och familjen Leotiaceae, men enligt Dyntaxa är tillhörigheten istället släktet Pezoloma,  och familjen Hyaloscyphaceae. Arten är reproducerande i Sverige. Inga underarter finns listade i Catalogue of Life.